# NGC 3717
NGC 3717 é uma galáxia espiral (Sb) localizada na direcção da constelação de Hydra. Possui uma declinação de -30° 18' 30" e uma ascensão recta de 11 horas, 31 minutos e 32,0 segundos.
A galáxia NGC 3717 foi descoberta em 29 de Abril de 1834 por John Herschel.